# Damir Zlomislić
Damir Zlomislić (* 20. Juli 1991 in Konjic) ist ein bosnisch-herzegowinischer Fußballspieler.

## Karriere

### Verein
Zlomislić begann seine Profikarriere 2007 bei NK Široki Brijeg und spielte zuvor auch für den Nachwuchs dieses Verein. Hier spielte er bis zum Sommer 2013 und wurde zwischenzeitlich an die Vereine NK GOŠK Gabela und FC Sellier & Bellot Vlašim ausgeliehen. 2013 wechselte er zu HNK Rijeka und stand hier bis zum Sommer 2016 unter Vertrag. Auch hier wurde er überwiegend an andere Verein ausgeliehen und selten im eigenen Kader eingesetzt.
Zur Spielzeit 2016/17 wechselte er in die türkische TFF 1. Lig zu Büyükşehir Gaziantepspor und zur Rückrunde dieser Saison zu NK Široki Brijeg. Im Sommer 2017 gewann er mit seiner Mannschaft den bosnisch-herzegowinischer Pokalwettbewerb. Anschließend verpflichtete ihn der belarussische Erstligist FK Schachzjor Salihorsk, mit dem er die Saison 2017 auf dem dritten Platz abschließen konnte. Anfang 2018 kehrte er nach Brijeg zurück.

### Nationalmannschaft
Zlomislić startete seine Nationalmannschaftskarriere 2009 mit einem Einsatz für die bosnisch-herzegowinische U-19-Nationalmannschaft.

## Erfolge
- Bosnisch-herzegowinischer Pokalsieger: 2017